# ملعب أبوجا
ملعب أبوجا هو ملعب متعدد الاستخدام يقع في أبوجا عاصمة نيجيريا . غالبا ما يتم استخدامه لمباريات كرة القدم . يسع لجلوس 60,491 متفرج . يعتبر الملعب الرسمي الذي يخوض فيه منتخب نيجيريا مبارياته الدولية .